# Vaucluse (Doubs)
Vaucluse település Franciaországban, Doubs megyében. Lakosainak száma 117 fő (2022. január 1.). Vaucluse Battenans-Varin, Belleherbe, Charmoille, Cour-Saint-Maurice és Rosureux községekkel határos.

## Népesség
A település népessége az elmúlt években az alábbi módon változott:
| Lakosok száma | 87   | 71   | 70   | 100  | 118  | 119  | 120  | 120  | 123  | 117  |
|               | 1968 | 1982 | 1990 | 2006 | 2013 | 2015 | 2017 | 2019 | 2020 | 2022 |